# Šalíř

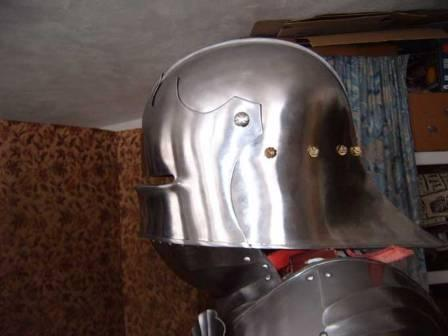
Šalíř

Šalíř je typ válečné přílby z druhé poloviny 15. století. Měl buď sklopné nebo pevné hledí a chránil poměrně dokonale hlavu s výjimkou brady a krku, proto byl často doplňován plátovým podbradím. Býval vykován z jednoho kusu, zejména pokud měl pevné hledí. Část šalíře kryjící zátylek bývala někdy rozdělena na jednotlivé lamely, které spadaly na záda. Používal se zejména jako součást německého typu plátové zbroje, ale v hojné míře byl užíván i pěšáky po celé tehdejší Evropě.

## Historie
První nález helmy typu šalíř je z Itálie z roku 1320 z Baziliky svatého Františka z Assisi na malbě jejímž autorem je Pietro Lorenzetti, jedná se o první vyobrazení této helmy v umění je také unikátní tím, že nemá plátový podbradník jako pozdější verze této helmy.